# Ichneumon melanosomus
Ichneumon melanosomus là một loài tò vò trong họ Ichneumonidae.